# Betald tecknad aktie
Betald Tecknad Aktie, BTA,  är en interimsaktie som innehas vid nyemission innan det nya aktiekapitalet registrerats. Vid en nyemission kan en deltagare i emission fullgjort sina åtaganden och betalat in emissionskapitalet och därmed berättigats till en aktie. För tiden fram till att emissionen formellt registrerats hos bolagsverket kallas aktien BTA. 
Vid beskattning räknas en BTA som en aktie, med den skillnaden att teckningskurs anses som anskaffningskostnad.